# Jan Plantaz
Jan Plantaz (Geldrop, Geldrop-Mierlo, 9 de desembre de 1930 - Oirschot, 11 de febrer de 1974) va ser un ciclista neerlandès que fou professional entre 1954 i 1963. Com amateur va guanyar una medalla de bronze al Campionat del Món en ruta de 1951. L'any següent va participar en els Jocs Olímpics de Hèlsinki.
Va morir d'un atac al cor, mentre estava entrenant.

## Palmarès
- 1953
  - Vencedor d'una etapa a la Fletxa del sud
- 1955
  - Campió d'Europa de Madison (amb Piet Haan)
- 1960
  - 1r als Sis dies d'Anvers (amb Gerrit Schulte i Peter Post)